# Теофилу-Отони (микрорегион)

Теофилу-Отони на карте.

Теофилу-Отони (порт. Microrregião de Teófilo Otoni) — микрорегион в Бразилии, входит в штат Минас-Жерайс. Составная часть мезорегиона Вали-ду-Мукури. Население составляет 	266 651	 человек (на 2010 год). Площадь — 	11 608,928	 км². Плотность населения — 	22,97	 чел./км².

## Демография
Согласно сведениям, собранным в ходе переписи 2010 г. Национальным институтом географии и статистики (IBGE), население микрорегиона составляет:						
| Полное население                             | Полное население                             | Полное население                             | Полное население                             | 266 651 |
| -------------------------------------------- | -------------------------------------------- | -------------------------------------------- | -------------------------------------------- | ------- |
| в том числе:                                 | Городское население                          | 169 745                                      | Процент городского населения, %              | 63,66   |
|                                              | Сельское население                           | 96 906                                       | Процент сельского населения, %               | 36,34   |
|                                              | Мужское население                            | 130 373                                      | Процент мужского населения, %                | 48,89   |
|                                              | Женское население                            | 136 278                                      | Процент женского населения, %                | 51,11   |
| Плотность населения, чел/км²                 | Плотность населения, чел/км²                 | Плотность населения, чел/км²                 | Плотность населения, чел/км²                 | 22,97   |
| Население микрорегиона в % к населению штата | Население микрорегиона в % к населению штата | Население микрорегиона в % к населению штата | Население микрорегиона в % к населению штата | 1,36    |

## Статистика
- Валовой внутренний продукт на 2003 год составляет 832 500 024,00 реалов (данные: Бразильский институт географии и статистики).
- Валовой внутренний продукт на душу населения на 2003 год составляет 3237,32 реалов (данные: Бразильский институт географии и статистики).
- Индекс развития человеческого потенциала на 2000 год составляет 0,684 (данные: Программа развития ООН).

## Состав микрорегиона
В составе микрорегиона включены следующие муниципалитеты:
1. Аталея
2. Катужи
3. Франсискополис
4. Фрей-Гаспар
5. Итайпе
6. Ладаинья
7. Малакашета
8. Нову-Ориенти-ди-Минас
9. Ору-Верди-ди-Минас
10. Паван
11. Поте
12. Сетубинья
13. Теофилу-Отони